# Kanton Laval-Est
Kanton Laval-Est (fr. Canton de Laval-Est) je francouzský kanton v departementu Mayenne v regionu Pays de la Loire. Tvoří ho dvě obce.

## Obce kantonu
- Entrammes
- Laval (východní část)